# Uroš Đurđević
Uroš Đurđević (en serbio, Урош Ђурђевић; Obrenovac, Yugoslavia, 2 de marzo de 1994), también conocido como Djuka, es un futbolista serbio, nacionalizado montenegrino, que juega como delantero en  Atlas de la Liga MX.

## Trayectoria

### Primeros años
Hizo su debut en el FK Rad Belgrado el 28 de agosto de 2011 y marcó su primer gol el 17 de noviembre de 2012. Durante la temporada 2012-13 anotó nueve goles y continuó en el club hasta enero de 2014. En ese momento fichó por el Vitesse Arnhem, con el que debutó el 7 de febrero de 2014 tras sustituir a Lucas Piazón en un encuentro contra el ADO La Haya. Sólo anotó un gol, ante el Ajax de Ámsterdam el 1 de febrero de 2015.
El 18 de agosto de 2015 fichó por el U. S. Città di Palermo y jugó su primer partido el 13 de septiembre ante el Carpi FC, en el que también se estrenó como goleador. En su siguiente encuentro, contra el A. C. Milan, se fracturó el tobillo y no reapareció el 12 de diciembre ante el Frosinone Calcio. Marcó su último gol con el Palermo el 7 de febrero de 2016 frente al U. S. Sassuolo Calcio.

### Regreso a Serbia
El 22 de agosto de 2016 regresó a Serbia para jugar en el Partizán de Belgrado. Debutó cinco días después en un partido contra el FK Rad y el 21 de septiembre realizó un doblete en la Copa de Serbia ante el FK Napredak Kruševac. Su primer gol en la liga llegó el 2 de octubre en una victoria por 3-1 contra el FK Mladost Lučani. En total, realizó veinticuatro goles en toda la competición y se proclamó campeón de la Superliga de Serbia.
En agosto de 2017 fue traspasado al Olympiacos de El Pireo.

### Sporting de Gijón
El 21 de agosto de 2018 se anunció su fichaje por el Real Sporting de Gijón, debutando con el equipo asturiano tan sólo cinco días después, frente al Gimnástic de Tarragona, en el encuentro disputado en el estadio El Molinón de Gijón correspondiente a la segunda jornada de segunda división que se saldó con victoria local por 2-0. Su primer gol con el equipo se haría de rogar hasta la jornada 16, finalizando su primera temporada con 12 goles anotados en los 40 encuentros que disputó con el Sporting.
Fue elegido Mejor jugador del mes en Segunda División en septiembre de 2020, tras lograr 4 de 4 victorias con su club y anotar 3 goles en esos partidos. El 6 de febrero de 2021 anotó su primer hat-trick con la camiseta rojiblanca, en un triunfo visitante por 0-4 frente a la Unión Deportiva Logroñés.

## Selección nacional
Fue internacional con Serbia en las categorías sub-19 y sub-21. El 9 de marzo de 2017 recibió su primera convocatoria con la selección absoluta, aunque no llegó a debutar.
En 2021 adoptó la nacionalidad montenegrina aprovechando que su padre nació en Podgorica, debutando con la selección de fútbol de Montenegro el 24 de marzo de 2021 en un partido de clasificación para la Copa Mundial de Fútbol de 2022 contra Letonia.

## Clubes
| Club                   | País         | Año       |
| ---------------------- | ------------ | --------- |
| FK Rad Belgrado        | Serbia       | 2011-2014 |
| Vitesse Arnhem         | Países Bajos | 2014-2015 |
| U. S. Città di Palermo | Italia       | 2015-2016 |
| Partizán de Belgrado   | Serbia       | 2016-2017 |
| Olympiacos de El Pireo | Grecia       | 2017-2018 |
| Real Sporting de Gijón | España       | 2018-2024 |
| Atlas FC               | México       | 2024-     |

## Palmarés

### Campeonatos nacionales
| Título         | Club                 | País   | Año  |
| -------------- | -------------------- | ------ | ---- |
| Liga serbia    | Partizán de Belgrado | Serbia | 2017 |
| Copa de Serbia | Partizán de Belgrado | Serbia | 2017 |

### Distinciones individuales
| Distinción                                   | Año           |
| -------------------------------------------- | ------------- |
| Máximo goleador de la Liga serbia (24 goles) | 2017          |
| Máximo goleador de la Liga MX (12 goles)     | Clausura 2025 |